# Rudolph Berg
Rudolph Berg (* 12. April 1823 in Göttingen; † 29. November 1883 in Hannover; vollständiger Name: Theodor Friederich Rudolph Berg) war ein deutscher Bauingenieur für Wasser- und Eisenbahnbau sowie kommunaler Baubeamter in Emden, Bremen und Hannover.

## Biografie

### Familie
Berg war der Sohn des Senators Adolph Ferdinand Berg (* 1. Januar 1795 in Dingelbe; † 3. Januar 1869 in Göttingen) und der Katharine (Rena) Auguste Eberhardt (* 27. März 1804 in Grone; † 20. August 1872 in Göttingen). Er heiratete im April 1851 Agneta Tholen (* 1. Oktober 1833 in Emden), eine Tochter des Kaufmanns und Senators Albert Tholen (* 8. Februar 1802 in Emden; † 13. Oktober 1879 ebenda) und Enkelin des Kaufmanns Claas Tholen (* 9. April 1767 in Emden; † 26. März 1846 in Emden). Aiko Schmidt: Berg, Theodor Friederich Rudolph. (siehe Weblinks)

### Ausbildung und Beruf

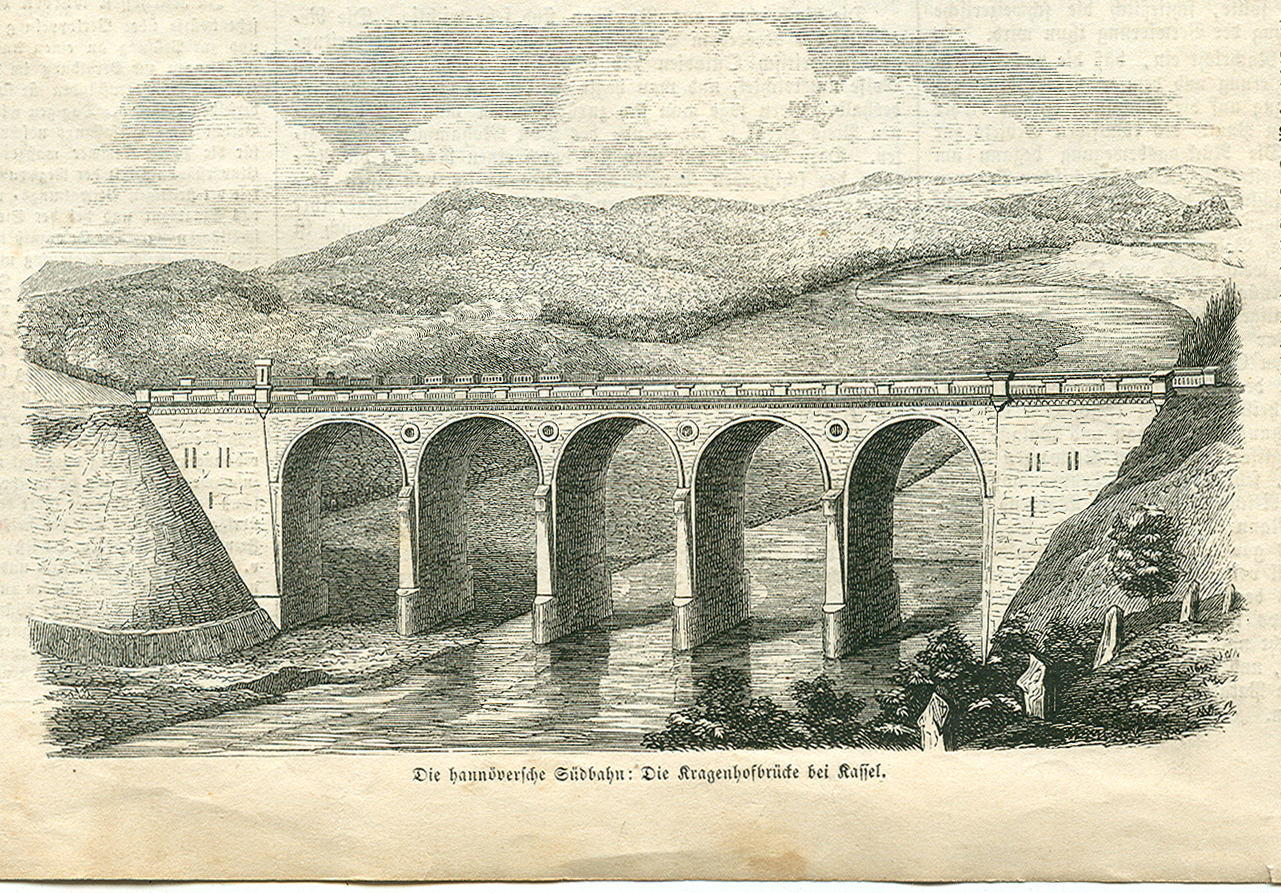
Kragenhofbrücke der Hannöverschen Südbahn bei Kassel
Holzstich der Illstrirten Zeitung von 1856

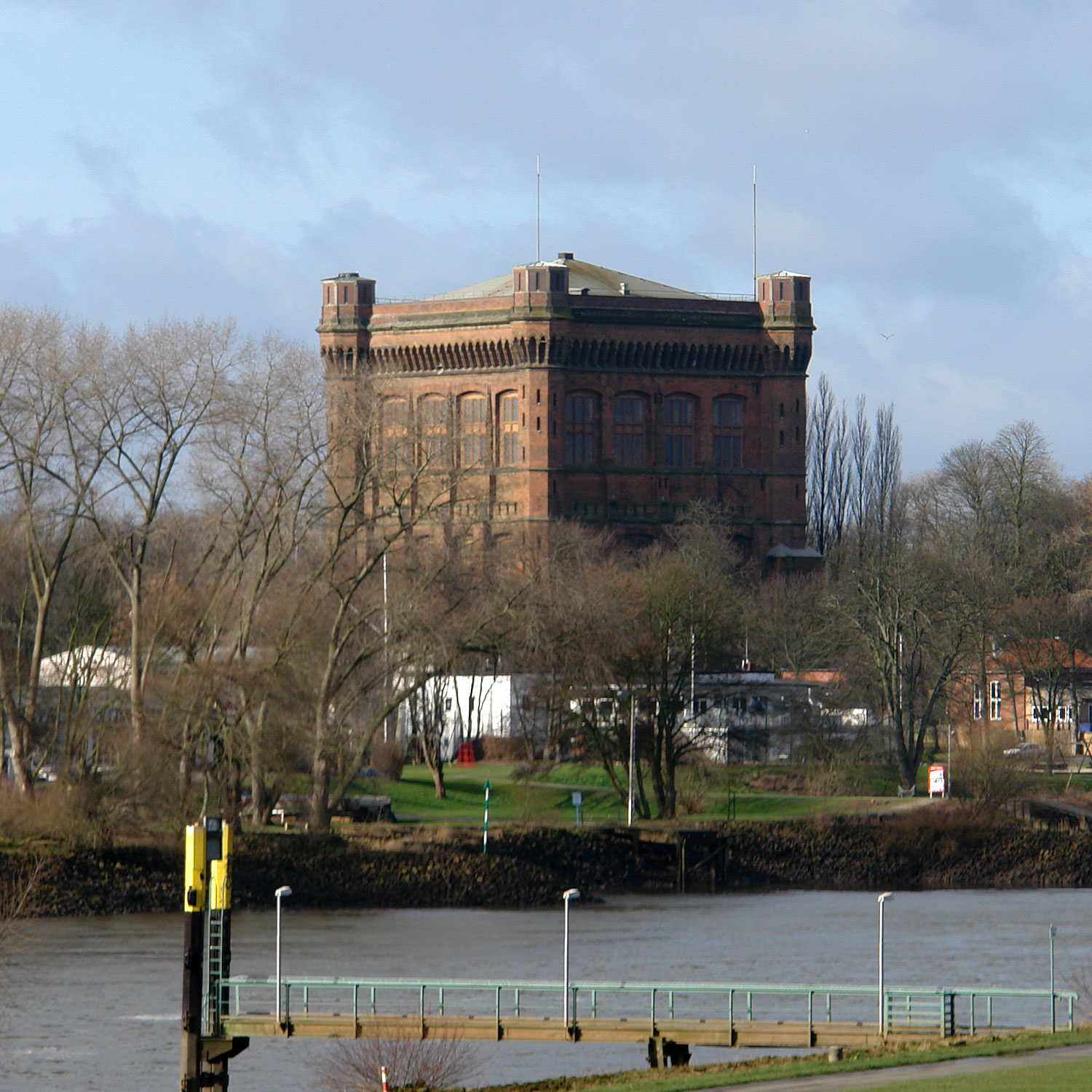
Wasserturm auf dem Werder in Bremen, 1871–1873

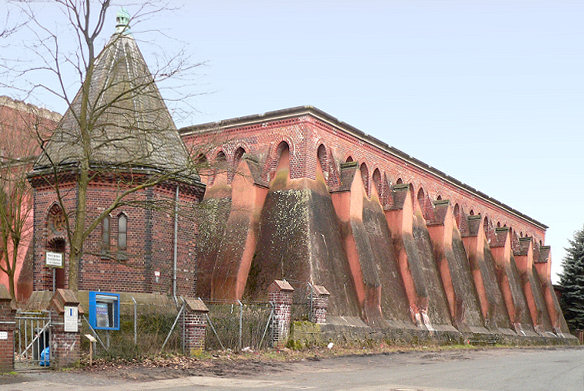
Wasserhochbehälter auf dem Lindener Berg, 1876–1878

Nach dem Besuch des Gymnasiums absolvierte Rudolf Berg ein technisches Studium an der Universität Göttingen und von 1843 bis 1846 an der Polytechnischen Schule Hannover.
In der Anfangsphase des Eisenbahnbaus wurde Berg 1846 vom Kurfürstentum Hessen eingestellt. 1847 leistete er Vorarbeiten für die Verbindung Hannover-Kassel, die Strecke der Hannöverschen Südbahn.

1848/1849 legte er in Hannover die Erste und Zweite Staatsprüfung für das Baufach ab.
1850 wurde Berg als Stadtbaumeister nach Emden berufen, wo er 1851 heiratete. Er wurde 1851 „Wirkliches einheimisches Mitglied der Naturforschenden Gesellschaft von 1814 in Emden“ und schon im Oktober 1851 Vortragendes Ehrenmitglied der Vereinigung, für die er seit Oktober 1857 dann nur noch als Korrespondierendes Ehrenmitglied tätig war, weil er ab 1857 wiederum für die Königlich Hannöverschen Staatseisenbahnen arbeitete.
1860 wurde Berg als Wasserbaudirektor nach Bremen berufen, wo unter seiner Leitung bedeutende Wasser- und Brückenbauten entstanden, darunter ein Wasserhebewerk (1871) sowie Bauten der Langwedeler-Uelzener-Bahn. Berg wurde dort 1872 zum Oberbaurat ernannt.
1873 wurde Berg technischer Direktor der Hannover-Altenbekener Eisenbahn-Gesellschaft.
Eine große Wasserknappheit im Sommer 1874 verhalf Berg zu einer weiteren beruflichen Veränderung: Nachdem der hannoversche Stadtbaumeister Ludwig Droste gestorben war, wurde für Hannover die Stelle eines Stadtbaurats neu geschaffen und Berg 1875 als erster in diese Position gewählt. Er war damit zwar Mitglied des Magistrats der Stadt, hatte jedoch kein volles Stimmrecht bei den Abstimmungen des Kollegiums. Bergs Hauptaufgabe lag vor allem in der Erneuerung der städtischen Wasserversorgung. Hierfür schuf er das Wasserwerk Ricklingen sowie 1876 bis 1878 den Wasserhochbehälter auf dem Lindener Berg. An der Ausgestaltung beider Bauwerke wirkte der Architekt Otto Wilsdorff mit. Zusammen schufen die beiden die erste moderne hannoversche Wasserleitung.

## Werk (unvollständig)

### Bauten
- 1871: „Wasserhebewerk“ in Bremen[3]
- 1871–1873: Wasserturm auf dem Werder in Bremen (Architektur von Johann Georg Poppe, unter Denkmalschutz)[9]
- 1876–1877: Friederikenstift in Hannover (Architektur von Heinrich Wegener)[10]
- 1876–1878: Wasserhochbehälter auf dem Lindener Berg (Architektur von Otto Wilsdorff, unter Denkmalschutz)[3]

### Schriften
- Reductions-Tabellen des neuen norddeutschen Bundesmaasses Meter in das bremische, preussische, hannoversche, oldenburgische und englische Längen-, Flächen- und Körpermaass und dieser Maasse in das norddeutsche Bundesmaass nach dem Gesetz vom 17. August 1868. Bremen 1869.[11]